# N.E.C. in het seizoen 2008/09

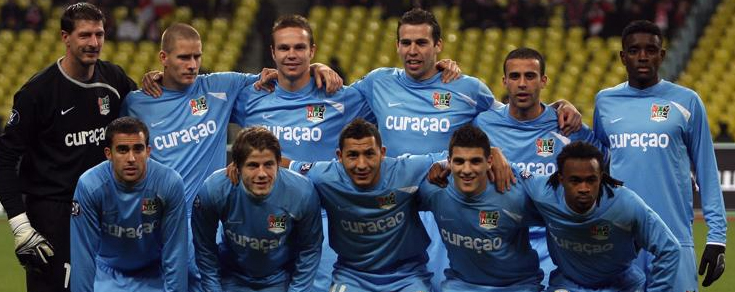
De wedstrijdselectie voor de UEFA-Cupwedstrijd tegen Spartak Moskou op 3 december 2008.

Dit is een pagina met diverse statistieken van voetbalclub N.E.C. uit het seizoen 2008/2009.

## Seizoenssamenvatting
De goede tweede seizoenshelft van het seizoen 2007/08 en het daarmee behaalde UEFA Cup-ticket zorgde voor een andere aanloop naar het seizoen dan gebruikelijk. N.E.C. raakte verschillende basisspelers kwijt en daarvoor kwamen minder ervaren spelers terug. Met een redelijk krappe selectie moest N.E.C. in drie competities deelnemen.
Na een goede voorbereiding werd in de competitie snel duidelijk dat het een evenwichtig seizoen werd waarin niet aan degradatie gedacht hoefde te worden en er misschien weer meegedaan zou worden voor een plaats in de play-offs. Pas in de laatste wedstrijd bleek dit niet meer haalbaar en N.E.C. eindigde op de elfde plaats in de competitie. In de beker werd de kwartfinale gehaald waarin sc Heerenveen te sterk bleek.
De deelname aan de UEFA Cup werd een groot succes. De club versloeg in de eerste ronde moeizaam Dinamo Boekarest en deed ook in de groepsfase goed mee. Hoogtepunten waren de overwinningen in  Moskou op Spartak Moskou en thuis tegen Udinese Calcio waarmee voor het eerst in de clubhistorie N.E.C ook na de winterstop actief bleef in Europa. In de derde ronde bleek Hamburger SV te sterk.
Na het seizoen nam trainer Mario Been afscheid van de club en vertrok naar Feyenoord.

## Wedstrijden

### Voorbereiding en overige oefenwedstrijden
| Datum            | Tijdstip | Thuis                     | Uitslag | Uit                    | Doelpuntenmakers N.E.C. | Bijzonderheden                       | Locatie                                                           |
| ---------------- | -------- | ------------------------- | ------- | ---------------------- | --- | ------------------------------------ | ----------------------------------------------------------------- |
| 29 juni 2008     | 02:00    | Bonairiaanse Selectie     | 0 - 13  | N.E.C.                 | Schøne (2*), Ntibazonkiza (2*), Janssen (2*), Van Beukering (2*), Otten, Worm, Baart, Davids, Kivuvu                                               |                                      | Bonaire                                                           |
| 2 juli 2008      | 02:00    | SV Racing Club Aruba      | 0 - 5   | N.E.C.                 | Van Beukering (2*), Ntibazonkiza, Janssen, Tshibamba                                                                                               | Belashi Cup                          | Guillermo P. Trinidad Stadion, Oranjestad, Aruba                  |
| 26 juli 2008     | 17:00    | N.E.C. Amateurs           | 1 - 7   | N.E.C.                 | Schøne, Van Beukering (2*), Worm (2*), Ntibazonkiza, Tshibamba                                                                                     | Nelson en Ajdarević op proef         | De Eendracht, Nijmegen                                            |
| 29 juli 2008     | 19:30    | Hollandia                 | 0 - 3   | N.E.C.                 | Worm, Van Beukering, Davids | Nelson, Ajdarević en Kayhan op proef | Sportpark van SC Spirit '30, Hoogkarspel                          |
| 31 juli 2008     | 19:30    | Helderse Selectie         | 0 - 2   | N.E.C.                 | Worm, Tshibamba | Kayhan op proef                      | Maritiem Toernooi, Den Helder                                     |
| 2 augustus 2008  | 17:30    | N.E.C.                    | 3 - 1   | Sparta Rotterdam       | Worm, Davids, Tshibamba | NEC toernooiwinnaar                  | Maritiem Toernooi, Den Helder                                     |
| 6 augustus 2008  | 19:30    | Germinal Beerschot        | 1 - 1   | N.E.C.                 | Van Beukering |                                      | Olympisch Stadion, Antwerpen                                      |
| 9 augustus 2008  | 16:00    | Overasseltse Boys         | 0 - 22  | N.E.C.                 | Van Beukering (4*), Vadócz (4*), Ntibazonkiza (3*), Tshibamba (2*), El-Akchaoui (2*), Wisgerhof, Schøne, Fernández, Kivuvu, Janssen, Davids, Otten |                                      | Sportpark de Passelegt, Overasselt                                |
| 11 augustus 2008 | 19:00    | N.E.C.                    | 1 - 1   | Iraklis Saloniki       | Van Beukering |                                      | Sportpark De Wijchert, Wijchen                                    |
| 16 augustus 2008 | 15:00    | NSC                       | 1 - 10  | N.E.C.                 | Janssen (3*), Ntibazonkiza, El Kabir (2*), Van Beukering (2*), Kivuvu (2*)                                                                         | Byrne op proef                       | Sportpark De Burcht, Nijkerk                                      |
| 19 augustus 2008 | 20:00    | N.E.C.                    | 1 - 1   | RCD Espanyol           | El Kabir |                                      | McDOS Goffertstadion, Nijmegen                                    |
| 20 augustus 2008 | 19:00    | Rhenense Selectie         | 0 - 3   | N.E.C.                 | Janssen, Tshibamba, Van Beukering |                                      | Sportpark VVA'71, Achterberg                                      |
| 23 augustus 2008 | 14:30    | vv Capelle                | 0 - 2   | N.E.C.                 | Janssen, Tshibamba |                                      | Sportpark 't Slot, Capelle aan den IJssel                         |
| 7 januari 2009   |          | N.E.C.                    | 12 - 0  | team businessclub OSRN | o.a.: Ntibazonkiza (4*) |                                      | Marbella Paradise for Football & Sports Complex, Marbella, Spanje |
| 9 januari 2009   | 15:00    | N.E.C.                    | 0 - 2   | FC Groningen           | |                                      | Marbella Paradise for Football & Sports Complex, Marbella, Spanje |
| 13 januari 2009  | 19:30    | Achilles '29              | nvt     | N.E.C.                 | | Afgelast                             | Sportpark De Heikant, Groesbeek                                   |
| 27 maart 2009    | 15:00    | Nederlands Beloftenelftal | 2 - 0   | N.E.C.                 | | Mullen en Hietanen op proef          | Sportpark De Wijchert, Wijchen                                    |
| 16 mei 2009      | 16:00    | Achilles '29              | 1 - 6   | N.E.C.                 | Worm, Burgzorg, Schøne (2*), Ntibazonkiza, Sibum                                                                                                   |                                      | Sportpark De Heikant, Groesbeek                                   |

### Eredivisie
| Datum             | Tijdstip | Thuis            | Uitslag | Uit              | Doelpuntenmakers N.E.C.                              | Bijzonderheden                          | Locatie                            |
| ----------------- | -------- | ---------------- | ------- | ---------------- | ---------------------------------------------------- | --------------------------------------- | ---------------------------------- |
| 30 augustus 2008  | 20:45    | N.E.C.           | 2-0     | De Graafschap    | Worm, Otten                                          | Rood: Worm (2× geel)                    | McDOS Goffertstadion, Nijmegen     |
| 13 september 2008 | 19:45    | FC Twente        | 1-1     | N.E.C.           | Tshibamba                                            |                                         | De Grolsch Veste, Enschede         |
| 21 september 2008 | 19:45    | sc Heerenveen    | 2-1     | N.E.C.           | Van Beukering                                        | eerste nederlaag sinds 17 februari 2008 | Abe Lenstrastadion Heerenveen      |
| 28 september 2008 | 19:45    | N.E.C.           | 1-1     | Heracles Almelo  | Tshibamba                                            | Rood: Tshibamba (2× geel)               | McDOS Goffertstadion, Nijmegen     |
| 5 oktober 2008    | 14:30    | Feyenoord        | 0-2     | N.E.C.           | Janssen, Ntibazonkiza                                |                                         | De Kuip Rotterdam                  |
| 19 oktober 2008   | 12:30    | N.E.C.           | 3-1     | SBV Vitesse      | Radomski, El-Akchaoui (pen), Ntibazonkiza            |                                         | McDOS Goffertstadion, Nijmegen     |
| 26 oktober 2008   | 14:30    | AFC Ajax         | 2-0     | N.E.C.           |                                                      |                                         | Amsterdam ArenA, Amsterdam         |
| 29 oktober 2008   | 20:00    | N.E.C.           | 2-2     | FC Groningen     | Wisgerhof, El-Akchaoui (pen)                         |                                         | McDOS Goffertstadion, Nijmegen     |
| 2 november 2008   | 14:30    | Sparta Rotterdam | 0-2     | N.E.C.           | Ntibazonkiza, El-Akchaoui (pen)                      |                                         | Het Kasteel, Rotterdam             |
| 8 november 2008   | 20:00    | N.E.C.           | 1-0     | PSV              | Wisgerhof                                            |                                         | McDOS Goffertstadion, Nijmegen     |
| 15 november 2008  | 20:45    | Roda JC          | 3-0     | N.E.C.           |                                                      |                                         | Parkstad Limburg Stadion, Kerkrade |
| 22 november 2008  | 18:45    | NAC              | 1-1     | N.E.C.           | Schøne                                               | debuut El Kabir                         | Rat Verlegh Stadion, Breda         |
| 30 november 2008  | 14:30    | N.E.C.           | 6-1     | FC Volendam      | Schøne (2*), Zomer, Van Beukering (2*), Ntibazonkiza | debuut John                             | McDOS Goffertstadion, Nijmegen     |
| 7 december 2008   | 14:30    | N.E.C.           | 1-2     | FC Utrecht       | Ntibazonkiza                                         |                                         | McDOS Goffertstadion, Nijmegen     |
| 13 december 2008  | 19:45    | Willem II        | 1-2     | N.E.C.           | Van Beukering, Bouaouzan                             |                                         | Willem II Stadion, Tilburg         |
| 21 december 2008  | 12:30    | N.E.C.           | 0-0     | ADO Den Haag     |                                                      |                                         | McDOS Goffertstadion, Nijmegen     |
| 28 december 2008  | 14:30    | AZ               | 1-0     | N.E.C.           |                                                      |                                         | DSB Stadion, Alkmaar               |
| 18 januari 2009   | 14:30    | N.E.C.           | 2-4     | AFC Ajax         | Zomer, El-Akchaoui                                   | eigen doelpunt Fernandez                | McDOS Goffertstadion, Nijmegen     |
| 25 januari 2009   | 12:30    | SBV Vitesse      | 0-0     | N.E.C.           |                                                      | debuut Burgzorg                         | GelreDome, Arnhem                  |
| 1 februari 2009   | 14:30    | N.E.C.           | 1-0     | Feyenoord        | Koenders                                             | debuut Koenders                         | McDOS Goffertstadion, Nijmegen     |
| 4 februari 2009   | 21:00    | FC Groningen     | 2-0     | N.E.C.           |                                                      | rood Zomer, debuut Goossens             | Euroborg, Groningen                |
| 7 februari 2009   | 20:45    | Heracles Almelo  | 1-1     | N.E.C.           | Janssen                                              |                                         | Polman Stadion, Almelo             |
| 15 februari 2009  | 14:30    | N.E.C.           | 1-1     | sc Heerenveen    | El-Akchaoui (pen)                                    |                                         | McDOS Goffertstadion, Nijmegen     |
| 22 februari 2009  | 14:30    | FC Utrecht       | 0-2     | N.E.C.           | El-Akchaoui, Tshibamba                               |                                         | Stadion Galgenwaard, Utrecht       |
| 1 maart 2009      | 14:30    | FC Volendam      | 1-1     | N.E.C.           | Koenders                                             |                                         | Kras Stadion, Volendam             |
| 9 maart 2009      | 14:30    | N.E.C.           | 0-1     | AZ               |                                                      |                                         | McDOS Goffertstadion, Nijmegen     |
| 15 maart 2009     | 14:30    | ADO Den Haag     | 3-0     | N.E.C.           |                                                      |                                         | ADO Den Haag Stadion, Den Haag     |
| 21 maart 2009     | 18:45    | N.E.C.           | 0-0     | Willem II        |                                                      |                                         | McDOS Goffertstadion, Nijmegen     |
| 3 april 2009      | 20:45    | N.E.C.           | 1-1     | FC Twente        | Goossens                                             | Rood: El-Akchaoui                       | McDOS Goffertstadion, Nijmegen     |
| 11 april 2009     | 18:45    | De Graafschap    | 2-2     | N.E.C.           | Janssen, Schøne                                      | Rood: Pothuizen                         | De Vijverberg, Doetinchem          |
| 19 april 2009     | 18:45    | N.E.C.           | 1-1     | Roda JC          | Sibum                                                |                                         | McDOS Goffertstadion, Nijmegen     |
| 26 april 2009     | 18:45    | N.E.C.           | 2-3     | NAC Breda        | Schøne (2*)                                          |                                         | McDOS Goffertstadion, Nijmegen     |
| 3 mei 2009        | 14:30    | PSV              | 1-1     | N.E.C.           | Janssen                                              |                                         | Philips Stadion, Eindhoven         |
| 11 mei 2009       | 14:30    | N.E.C.           | 1-1     | Sparta Rotterdam | Sibum                                                |                                         | McDOS Goffertstadion, Nijmegen     |

#### Positie N.E.C. na wedstrijd
| Wedstrijd | 1 | 2 | 3  | 4 | 5 | 6 | 7 | 8 | 9 | 10 | 11 | 12 | 13 | 14 | 15 | 16 | 17 | 18 | 19 | 20 | 21 | 22 | 23 | 24 | 25 | 26 | 27 | 28 | 29 | 30 | 31 | 32 | 33 | 34 |
| N.E.C.    | 5 | 6 | 11 | 7 | 5 | 9 | 7 | 7 | 6 | 7  | 7  | 8  | 7  | 8  | 7  | 7  | 8  | 8  | 8  | 8  | 9  | 9  | 9  | 9  | 9  | 9  | 9  | 9  | 9  | 8  | 10 | 10 | 11 | 11 |

### KNVB beker
| Datum             | Tijdstip | Thuis         | Uitslag | Uit              | Doelpuntenmakers N.E.C.                          | Bijzonderheden | Locatie                        | Ronde          |
| ----------------- | -------- | ------------- | ------- | ---------------- | ------------------------------------------------ | -------------- | ------------------------------ | -------------- |
|                   |          |               |         |                  |                                                  | Amateurs Ronde |                                | 1e ronde       |
| 25 september 2008 | 17.00    | Be Quick 1887 | 0-5     | N.E.C.           | El-Akchaoui (pen.), Worm, Tshibamba, Schøne (2x) |                | Stadion Esserberg, Haren       | 2e ronde       |
| 11 november 2008  | 20:00    | N.E.C.        | 1-0     | Rijnsburgse Boys | El-Akchaoui (pen.)                               | na verlenging  | McDos Goffertstadion, Nijmegen | 3e ronde       |
| 21 januari 2009   | 20:00    | N.E.C.        | 2-1     | Sparta Rotterdam | Schøne, Van Beukering                            |                | McDos Goffertstadion, Nijmegen | Achtste finale |
| 4 maart 2009      | 20:45    | sc Heerenveen | 3-1     | N.E.C.           | Schøne                                           |                | Abe Lenstrastadion Heerenveen  | Kwart finale   |

### UEFA Cup
| Datum             | Tijdstip | Thuis             | Uitslag | Uit                  | Doelpuntenmakers N.E.C.          | Bijzonderheden                         | Locatie                            | Ronde                |
| ----------------- | -------- | ----------------- | ------- | -------------------- | -------------------------------- | -------------------------------------- | ---------------------------------- | -------------------- |
|                   |          |                   |         |                      |                                  |                                        |                                    |                      |
| 18 september 2008 | 19:45    | N.E.C.            | 1-0     | Dinamo Boekarest     | Van Beukering                    |                                        | McDOS Goffertstadion, Nijmegen     | 1e ronde             |
| 2 oktober 2008    | 19:15    | Dinamo Boekarest  | 0-0     | N.E.C.               |                                  |                                        | Ştefan cel Mare-stadion, Boekarest |                      |
| 23 oktober        | 20:45    | NK Dinamo Zagreb  | 3-2     | N.E.C.               | Carlos (eigen doelpunt), Janssen |                                        | Maksimirstadion, Zagreb            | 2e ronde, groepsfase |
| 27 november 2008  | 19:00    | N.E.C.            | 0-1     | Tottenham Hotspur FC |                                  |                                        | McDOS Goffertstadion, Nijmegen     |                      |
| 3 december 2008   | 18:00    | FC Spartak Moskou | 1-2     | N.E.C.               | Van Beukering, Schøne            |                                        | Loezjniki stadion, Moskou          |                      |
| 18 december 2008  | 20:45    | N.E.C.            | 2-0     | Udinese Calcio       | John, Van Beukering              | N.E.C. behaalt derde plaats in Groep D | McDOS Goffertstadion, Nijmegen     |                      |
| 18 februari 2009  | 20:45    | N.E.C.            | 0-3     | Hamburger SV         |                                  |                                        | McDOS Goffertstadion, Nijmegen     | 3e ronde             |
| 26 februari 2009  | 18:15    | Hamburger SV      | 1-0     | N.E.C.               |                                  |                                        | HSH Nordbank Arena, Hamburg        |                      |

## Selectie 2008/09

### Keepers
| #  | Naam             | Geboortedatum   | Nationaliteit    | Wedstrijden | Gele kaarten | 2 keer geel | Rode kaarten |
| 1  | Gábor Babos      | 24 oktober 1974 | Hongarije        | 34          | 1            | 0           | 0            |
| 25 | Rein Baart       | 13 april 1972   | Nederland        | 0           | 0            | 0           | 0            |
| 30 | Nicholas Skverer | 30 januari 1988 | Verenigde Staten | 0           | 0            | 0           | 0            |

### Verdedigers
| #  | Naam                | Geboortedatum     | Nationaliteit | Wedstrijden | Goals | Gele kaarten | 2 keer geel | Rode kaarten |
| 3  | Peter Wisgerhof     | 19 november 1979  | Nederland     | 17          | 2     | 2            | 0           | 0            |
| 6  | Patrick Pothuizen   | 15 mei 1972       | Nederland     | 16          | 0     | 1            | 0           | 1            |
| 21 | Fernández           | 20 juni 1983      | Spanje        | 30          | 0     | 6            | 0           | 0            |
| 2  | Ramon Zomer         | 10 maart 1983     | Nederland     | 27          | 2     | 6            | 0           | 1            |
| 5  | Youssef El-Akchaoui | 18 februari 1981  | Marokko       | 31          | 6     | 3            | 0           | 1            |
| 24 | Joey Brock          | 20 september 1989 | Nederland     | 0           | 0     | 0            | 0           | 0            |
| 13 | Mark Otten          | 2 september 1985  | Nederland     | 6           | 1     | 0            | 0           | 0            |
| 34 | Mitchell Burgzorg   | 25 juli 1987      | Nederland     | 3           | 0     | 0            | 0           | 0            |
| 3  | Milano Koenders     | 31 juli 1986      | Nederland     | 13          | 2     | 3            | 0           | 0            |

### Middenvelders
| #  | Naam                  | Geboortedatum     | Nationaliteit | Wedstrijden | Goals | Gele kaarten | 2 keer geel | Rode kaarten |
| 4  | Dominique Kivuvu      | 16 september 1987 | Nederland     | 19          | 0     | 1            | 0           | 0            |
| 27 | Dominique Scholten    | 6 april 1988      | Nederland     | 0           | 0     | 0            | 0           | 0            |
| 8  | Lorenzo Davids        | 4 september 1986  | Nederland     | 34          | 0     | 4            | 0           | 0            |
| 15 | Mark van den Boogaart | 3 september 1985  | Nederland     | 2           | 0     | 0            | 0           | 0            |
| 16 | Bas Sibum             | 26 december 1982  | Nederland     | 31          | 2     | 4            | 0           | 0            |
| 10 | Lasse Schøne          | 7 mei 1986        | Denemarken    | 33          | 6     | 1            | 0           | 0            |
| 23 | Arek Radomski         | 27 juni 1977      | Polen         | 11          | 1     | 1            | 0           | 0            |
| 20 | John Goossens         | 25 juli 1988      | Nederland     | 8           | 1     | 0            | 0           | 0            |

### Aanvallers
| #  | Naam               | Geboortedatum     | Nationaliteit | Wedstrijden | Goals | Gele kaarten | 2 keer geel | Rode kaarten |
| 9  | Jhon van Beukering | 29 augustus 1983  | Nederland     | 19          | 4     | 3            | 0           | 0            |
| 7  | Rutger Worm        | 1 februari 1986   | Nederland     | 14          | 1     | 3            | 1           | 0            |
| 26 | Saidi Ntibazonkiza | 1 mei 1987        | Burundi       | 28          | 5     | 3            | 0           | 0            |
| 19 | Tim Janssen        | 6 maart 1986      | Nederland     | 21          | 4     | 1            | 0           | 0            |
| 22 | Joël Tshibamba     | 22 september 1988 | Nederland     | 10          | 3     | 2            | 1           | 0            |
| 14 | Rachid Bouaouzan   | 20 februari 1984  | Marokko       | 24          | 1     | 2            | 0           | 0            |
| 17 | Collins John       | 17 oktober 1985   | Nederland     | 5           | 0     | 0            | 0           | 0            |
| 35 | Moestafa El Kabir  | 10 mei 1988       | Nederland     | 10          | 0     | 0            | 0           | 0            |
| 11 | Dennis Rommedahl   | 22 juli 1978      | Denemarken    | 14          | 0     | 1            | 0           | 0            |

## Technische staf
- Hoofdtrainer: Mario Been
- Assistent-trainer: Ron de Groot
- Keeperstrainer: Wilfried Brookhuis
- Conditietrainer: Toine van Goolberg
- Fysiotherapeut: Han Tijshen
- Fysiotherapeut: Michel de Gruyter
- Clubarts: Sjoerd Jan de Vries
- Teammanager: Ton Spaan
- Hoofd materialen: Theo Cornelissen
- Materiaalman: Herman Jansen

## Transfers

### Aangetrokken
- Joey Brock (eigen jeugd)
- Joël Tshibamba (eigen jeugd)
- Lasse Schøne ( De Graafschap)
- Arek Radomski ( Austria Wien)
- Rachid Bouaouzan ( Wigan Athletic, gehuurd voor een jaar)
- Moestafa El Kabir (Jong N.E.C.)
- Ramon Zomer ( FC Twente, gehuurd voor een jaar)
- Collins John ( Fulham FC, gehuurd voor een jaar met optie tot transfervrije overname)
- Dennis Rommedahl ( AFC Ajax, gehuurd voor half jaar in winterstop)
- Milano Koenders ( AZ, gehuurd voor half jaar in winterstop)
- John Goossens ( AFC Ajax, contract voor 3 1/2 jaar in winterstop)

### Vertrokken
- Kevin Bobson,  Red Bull Salzburg (was gehuurd van Willem II)
- Jeremain Lens,  AZ (was gehuurd van AZ)
- Naïm Aarab,  AE Larissa (einde contract)
- Bart van Brakel,  FC Eindhoven (einde contract)
- Theo Dams,  N.E.C. amateurs (einde contract)
- Brett Holman,  AZ
- Bob Verweij,  Achilles '29 (einde contract)
- Muslu Nalbantoğlu,  Kayserispor (einde contract)
- Krisztián Vadócz,  CA Osasuna (€ 950.000)
- Jonas Olsson,  West Bromwich Albion (£ 800.000)
- Peter Wisgerhof,  FC Twente (€1.000.000, in winterstop)
- Collins John,  Fulham FC (huurovereenkomst ontbonden op 2 maart)
- Rachid Bouaouzan ( Wigan Athletic, huurovereenkomst ontbonden in april)

### Verhuurd
- Karim Fachtali,  TOP Oss (seizoen 2008/09)
- Dominique Scholten,  TOP Oss (verhuurd tot einde seizoen, in winterstop)

## Topscorers

### KNVB beker
1. Schøne - 4

2. El-Akchaoui - 2

3. Van Beukering - 1

00Worm - 1

00Tshibamba - 1

### Eredivisie
- 1. El-Akchaoui - 6

00000Schøne - 6 
- 3. Ntibazonkiza - 5

### UEFA Cup
1. Van Beukering - 3

2. Janssen - 1

00Schøne - 1

00John - 1

00Eigen doelpunt tegenstander - 1

### McDOS Man of the Match
Bij iedere thuiswedstrijd kan er via sms gestemd worden voor de man of the match. De eindstand van het seizoen 2008/09 is:
1. Lasse Schøne 56 punten
2. Youssef El-Akchaoui 52
3. Bas Sibum 44
4. Peter Wisgerhof 38
5. Milano Koenders 30

## Jong N.E.C.
Jong N.E.C. speelde in het seizoen 2008/09 in de Beloften Eredivisie. Daarin eindigde N.E.C. op de derde plaats.

### Selectie
- Jasper Cillessen, keeper
- Nicholas Skverer, keeper
- Mitchell Burgzorg, verdediger
- Shanon Carmelia, verdediger
- Joey Klare, verdediger
- Ralph Dua, middenvelder
- Moestafa El Kabir, aanvaller (naar selectie eerste elftal)
- Sebastiaan Goderie, middenvelder
- Jean Black, aanvaller
- Bastian Weiser, aanvaller
- Bram Nuytinck, verdediger
- Wim Rip, trainer

ADO Den Haag ·
Ajax ·
AZ ·
Feyenoord ·
De Graafschap ·
FC Groningen ·
sc Heerenveen ·
Heracles Almelo ·
NAC Breda ·
N.E.C. ·
PSV ·
Roda JC ·
Sparta Rotterdam ·
FC Twente ·
FC Utrecht ·
Vitesse ·
FC Volendam ·
Willem II